# Poltergeist (film, 2015)
Poltergeist är en amerikansk skräckfilm från 2015 i regi av Gil Kenan, och är den fjärde filmen i Poltergeist-serien. Detta är också en remake på den första Poltergeist-filmen, som hade biopremiär år 1982. Filmens manus är skrivet av David Lindsay-Abaire och är producerad av Sam Raimi, Rob Tapert och Roy Lee. Filmens huvudroller spelas också av Sam Rockwell, Rosemarie DeWitt, Jane Adams och Jared Harris.
Filmen hade biopremiär i Sverige den 22 maj 2015 (samma dag som i USA), utgiven av AB Svensk Filmindustri (mer känt som SF Studios).

## Handling
Filmen handlar om familjen Bowen, vars nyinköpta hus är hemsökt av onda andar, som gång på gång skrämmer livet ur den stackars familjen och kidnappar deras yngsta dotter.

## Rollista
- Sam Rockwell – Eric Bowen
- Rosemarie DeWitt – Amy Bowen
- Saxon Sharbino – Kendra Bowen
- Kyle Catlett – Griffin "Griff" Bowen
- Kennedi Clements – Madison "Maddy" Bowen
- Jared Harris – Carrigan Burke
- Jane Adams – Dr. Brooke Powell
- Nicholas Braun – Boyd
- Susan Heyward – Sophie
- Soma Bhatia – Lauren
- Karen Ivany – Mrs. Stroller